# Ястрове
Ястрове (пол. Jastrowie)  —  город  в Польше, входит в Великопольское воеводство,  Злотувский повят.  Имеет статус городско-сельской гмины. Занимает площадь 72,27 км². Население — 8452 человека (на 2004 год).

## История
Ястрове являлся одним из наиболее южных центров проживания поморян. В начале XIV века был включён в состав Уйсценского кастелянства. 6 мая 1602 года получил статус города.

Ястрове

## Инфраструктура
В городе находится один из пяти (на 2022 год) распределительных центров польской сети продуктовых и промышленных магазинов Dino Polska SA.